# Nebtihotep
Nebtihotep ("Dvije dame su zadovoljne") je bila princeza drevnog Egipta, a živjela je tijekom 4. dinastije. Bila je kćer princa Duaenhora, unuka krunskog princa Kauaba i kraljice Heteferes II. te nećakinja kraljice Meresank III. Faraon Kafra bio joj je tetak. Spomenuta je u Gizi. 